# Facelina annulicornis
Facelina annulicornis is een slakkensoort uit de familie van de ringsprietslakken (Facelinidae). De wetenschappelijke naam van de soort werd voor het eerst geldig gepubliceerd in 1821 door Adelbertus de Chamisso en Carolus Guilelmus Eysenhardt.

## Beschrijving
Het lichaam is doorschijnend met verspreide vlekken van wit pigment. Rond de mond heeft de huid een roze kleur. De rinoforen zijn gelamelleerd, zowel de rinoforen als de orale tentakels zijn getipt met wit pigment. De spijsverteringsklier is zichtbaar door de ceratale epidermis en kan bruin, oranje of groen van kleur zijn. De volwassen exemplaren kunnen tot 40 mm lang worden.

## Verspreiding
De Facelina annulicornis is een zuidelijke soort op de Britse Eilanden, met beschrijving die zich noordwaarts langs de westkust van Ierland uitstrekken tot Donegal Bay en Portrush, County Antrim. Verdere verspreiding naar het zuiden tot aan de Middellandse Zee. Van deze ongewone soort is bekend dat ze zich voedt met een verscheidenheid aan hydroïdpoliepen en ook andere naaktslakken aanvalt en verslindt, vooral Coryphella-soorten.